# Staro Selo (Silistra)
Staro Selo (Bulgaars: Старо село) is een dorp in het noordoosten van Bulgarije. Het dorp is gelegen in de gemeente Toetrakan in de oblast Silistra. Het dorp ligt hemelsbreed 59 km ten zuidwesten van Silistra en 296 km ten noordoosten van Sofia.

## Geschiedenis
Na de val van de Ottomaanse heerschappij op de Balkan in 1877 werd het dorp onderdeel van Vorstendom Bulgarije, maar door het Verdrag van Boekarest (1913) werd het toegekend aan het Koninkrijk Roemenië. Na een korte Bulgaarse heerschappij tijdens de Eerste Wereldoorlog, werd het door krachtens het Verdrag van Neuilly weer teruggegeven aan het Koninkrijk Roemenië. Het Verdrag van Craiova (1940) kende het gebied uiteindelijk toe aan Bulgarije.

## Bevolking
Op 31 december 2020 telde het dorp Staro Selo 674 inwoners. Het aantal inwoners vertoont al jaren een dalende trend: in 1956 woonden er nog 2.421 personen in het dorp.
|  |

In het dorp wonen nagenoeg uitsluitend etnische Bulgaren. In de officiële volkstelling van 2011 identificieerden 894 van de 899 ondervraagden zichzelf als etnische Bulgaren.
| Etnische samenstelling van de respondenten (2011) | Etnische samenstelling van de respondenten (2011) | Etnische samenstelling van de respondenten (2011) | Etnische samenstelling van de respondenten (2011) | Etnische samenstelling van de respondenten (2011) |
| ------------------------------------------------- | ------------------------------------------------- | ------------------------------------------------- | ------------------------------------------------- | ------------------------------------------------- |
|                                                   |                                                   |                                                   |                                                   |                                                   |
| Bulgaren                                          | Bulgaren                                          |                                                   | 99,4%                                             | 99,4%                                             |
| Turken                                            | Turken                                            |                                                   | 0,0%                                              | 0,0%                                              |
| Roma                                              | Roma                                              |                                                   | 0,0%                                              | 0,0%                                              |
| Anders/Onbekend                                   | Anders/Onbekend                                   |                                                   | 0,6%                                              | 0,6%                                              |

Antimovo - Belitsa - Brenitsa - Doenavets - Nova Tsjerna - Pozjarevo - Preslavtsi - Sjoementsi - Sjanovo - Staro Selo - Tarnovtsi - Toetrakan - Tsarev Dol - Tsar Samoeil - Varnentsi